# Mesocapromys sanfelipensis
Mesocapromys sanfelipensis är en däggdjursart som först beskrevs av Luis S. Varona och Orlando H. Garrido 1970.  Mesocapromys sanfelipensis ingår i släktet Mesocapromys och familjen bäverråttor. IUCN kategoriserar arten globalt som akut hotad. Inga underarter finns listade i Catalogue of Life.
Arten förekommer endemisk på den mindre ön Cayo Juan Garcia som ligger mellan Kuba och Isla de la Juventud. Den hittades i mangroveskogar. Den senaste observationen gjordes 1978. IUCN kan inte utesluta att Mesocapromys sanfelipensis är utdöd.